# Седиште бригаде
Седиште бригаде је зграда у Сремској Митровици, подигнута у другој половини 18. века и првобитно је служила за смештај команде Петроварадинског деветог граничарског пука. Изградњом новог објекта суда, почетком осамдесетих година 20. века, ово здање је уступљено Музеју Срема.

## Историјат
С обзиром на своју основну намену, поседовао је све препознатљиве одлике војнограничарске архитектуре – строгост, симетрију, сведену декорацију. Године 1881. Митровица је стекла статус слободног градског комунитета, а недуго потом, 1886. године, промовисана је у седиште Врховног суда за читаво подручје Срема и источне Славоније. За потребе новооснованог Судбеног стола спољашњост и основа објекта су око 1900. године делимично измењени доградњом спрата и уклањањем приступног дела главног улаза.

## Архитектура
Грађевина је складних и мирних пропорција, строге симетрије и изведена је у стилу неокласицизма са извесним ренесансним елементима. Главно прочеље, окренуто према западу, има у приземљу и на првом спрату истакнут средњи ризалит који је уједно и и декоративно најбогатије обрађен део фасаде. Надвисује га тимпанон у чијем средишњем делу је, током конзерваторско-рестаураторских радова из 2003. године, испод наслага малтера, откривен и реконструисан грб Краљевине Југославије. Посебно обележје у обради фасада дају и две слободно стојеће скулптуре античких богиња Мудрости (Минерва) и Правде (Јустиција).